# テレセントリック光学系
テレセントリック光学系 (テレセントリックこうがくけい、Telecentric optical system) とは、レンズの片側において光軸と主光線が平行とみなせるような光学系である。

## 定義
テレセントリック光学系は、レンズの焦点に小さな絞りを置き、光軸と主光線が平行とみなせるようにした光学系である。テレセントリックレンズはテレセントリック光学系を実現するためのレンズで、通常の球面レンズとは異なり、絞りを通ってきた光が光軸と平行な点に結像するレンズである。

## 種類
テレセントリック光学系には物体側テレセントリック光学系、像側テレセントリック光学系および両側テレセントリック光学系がある。物体側テレセントリック光学系は物体（被写体）側だけが光軸と主光線が平行な光学系であり、像側テレセントリック光学系は像側だけが光軸と主光線が平行な光学系である。両側テレセントリック光学系は物体側、像側のどちらもテレセントリック光学系となっているもので、通常複数のレンズによって実現される。

## 応用
テレセントリック光学系は主光線が光軸に平行であるため、この光学系で写真機を作ると倍率が一定の写真機となる。ただし、遠い場所を撮影する場合、結像する点からずれた点のボケが大きくなる。
一方、テレセントリック光学系では焦点に集光しないことから散乱光の散乱角度の違いを検出するのに適するという特徴がある。2019年に東芝がこの特徴を利用して、物体表面の傷や異物から反射した散乱光を用いる光学検査技術を開発したと発表した。この技術では、傷のない表面では入射角と反射角が等しい正反射となるのに対し、傷や異物からの反射光は散乱光となることを利用し、散乱角度によって異なるカラーフィルタを通過させることで散乱光の角度分布を色の違いとして可視化するようになっている。